# Elbbrücken (metrostation)
Elbbrücken is een station in het stadsdeel HafenCity van de Duitse stad Hamburg. Het station werd geopend op 6 december 2018 en wordt bediend door lijn U4 van de metro van Hamburg, alsmede de lijnen S3 en S5 van de S-Bahn van Hamburg.

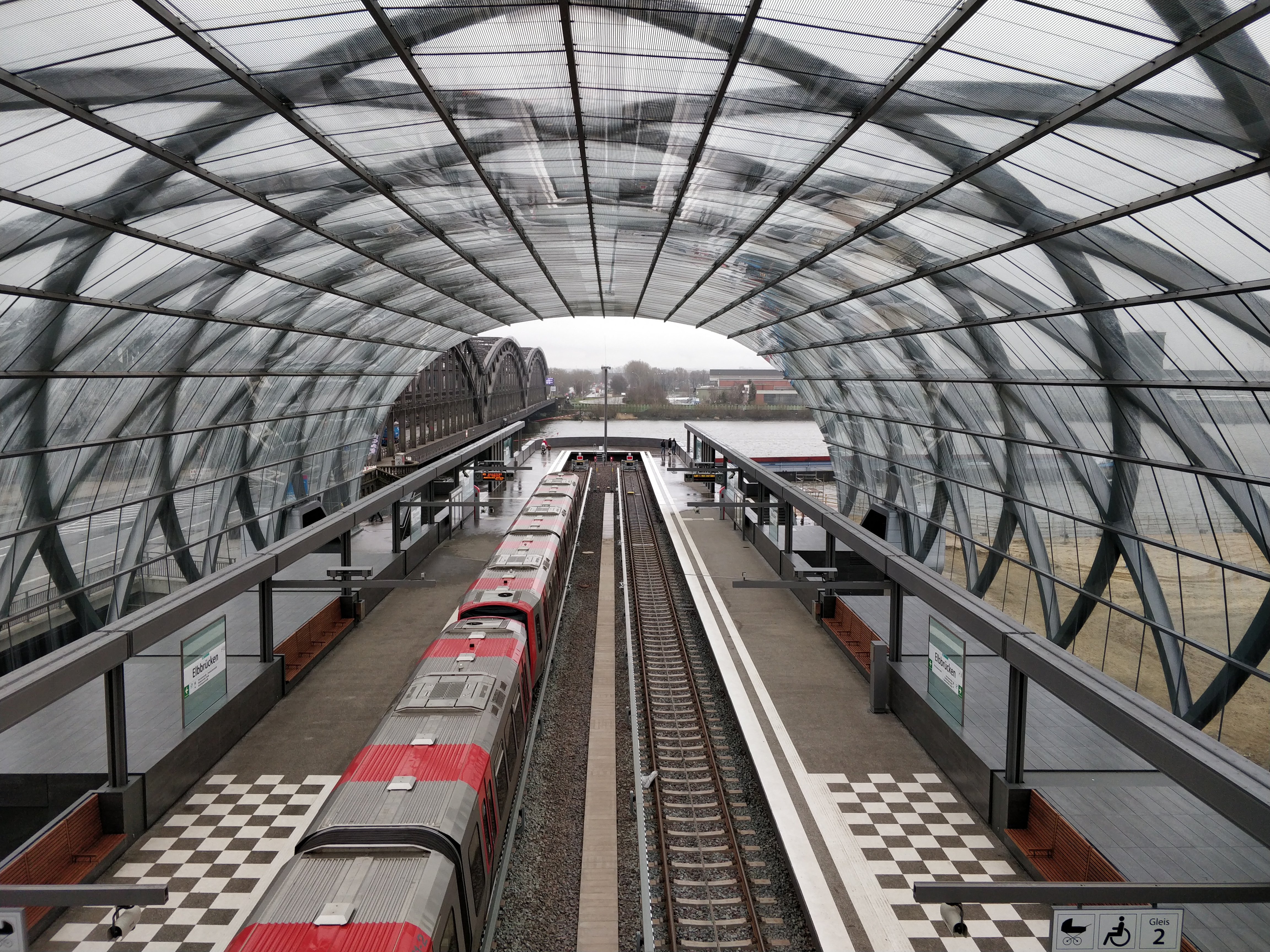
De metroperrons aan de westkant
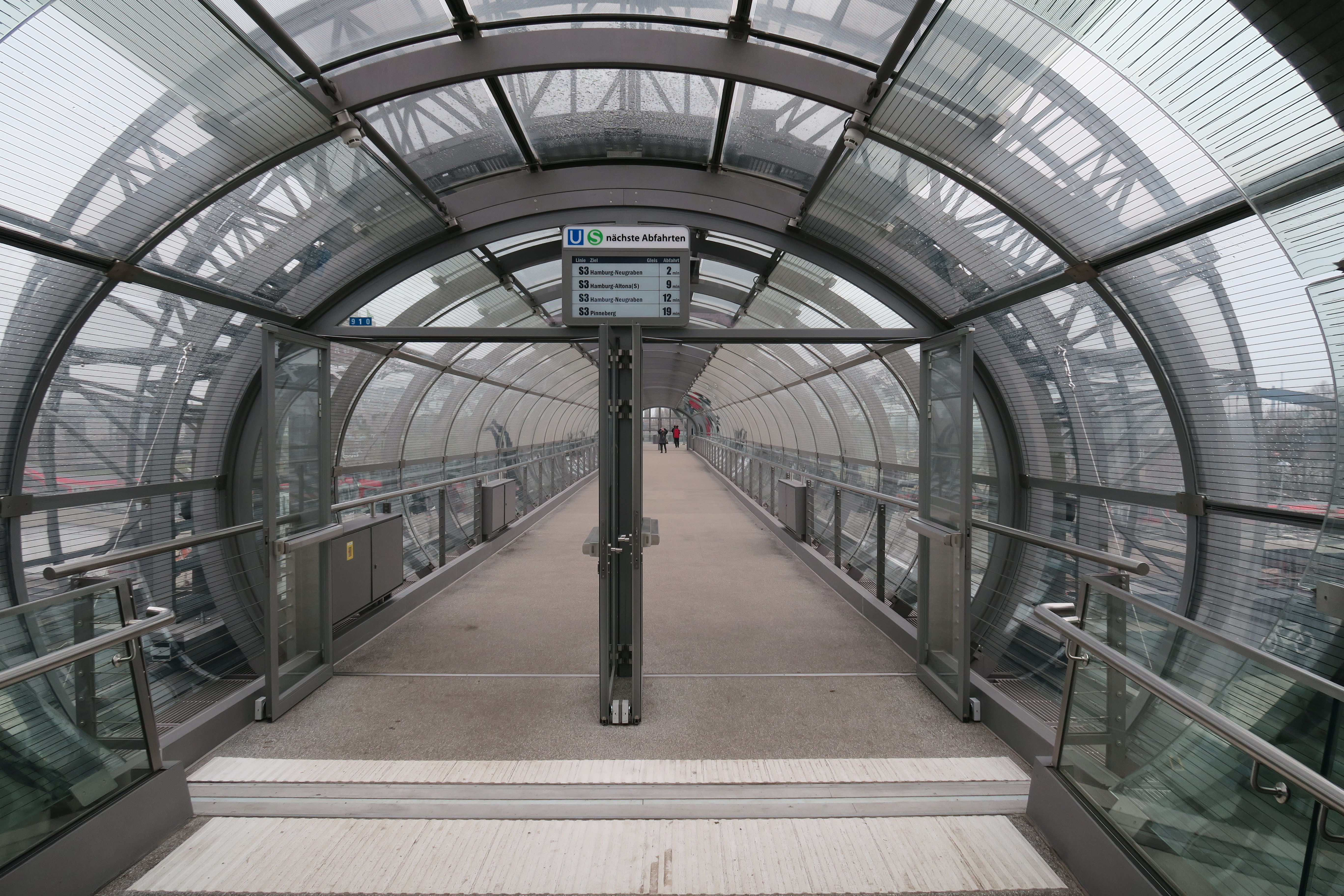
De loopbrug tussen metro en S-Bahn
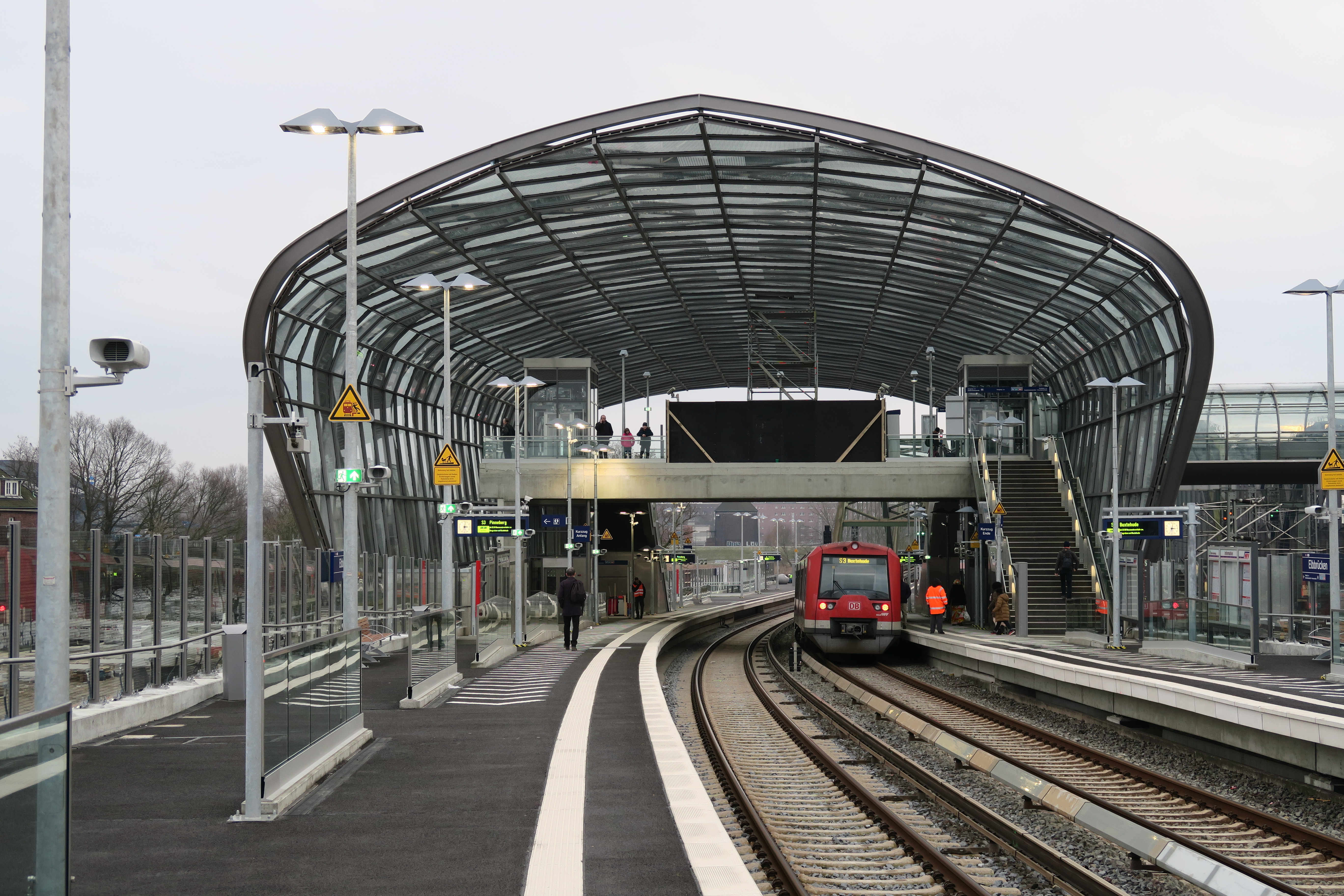
De S-Bahnperrons aan de oostkant

- Gemeinsame Normdatei: 117666767X
- Virtual International Authority File: 9908154923727563780004